# Friedrich von Bezold
Friedrich Gustav Johannes von Bezold, född 26 december 1848 i München, död 29 april 1928 i Bonn, var en tysk historiker. Han var brorson till Wilhelm von Bezold.
von Bezold blev docent vid Münchens universitet 1875 samt professor i historia vid Erlangens universitet från 1884 och vid Bonns universitet 1896-1921. Han kallades 1883 till ledamot av historiska kommissionen i München. Bland von Bezolds skrifter märks König Siegmund und die Reichskriege gegen die Hussiten (tre band, 1872-77), Zur Geschichte des Hussitenthums (1874), Geschichte der deutschen Reformation (1890; i Wilhelm Onckens samlingsverk), Aus Mittelalter und Renaissance (1918) samt Das Fortleben der Antiken Götter im mittelalterlichen Humanismus (1922), varjämte han utgav "Briefe des Pfalzgrafen Johann Kasimir" (två band 1882–84).